# Polana (powiat Bieszczadzki)
Polana is een dorp in de Poolse woiwodschap Subkarpaten. De plaats maakt deel uit van de gemeente Czarna (powiat bieszczadzki).